# 日罗瓦桑
日罗瓦桑（法語：Girauvoisin，法語發音：[ʒiʁovwazɛ̃]）是法国默兹省的一个市镇，位于该省东部偏南，属于科梅尔西区。

## 地理
日罗瓦桑（48°48'14"N, 5°37'42"E）面积5.06 平方千米，位于法国大東部大區默兹省，该省份为法国西北部内陆省份，北与比利时接壤，西接马恩省和阿登省，南至上马恩省和孚日省，东临默尔特-摩泽尔省。
与日罗瓦桑接壤的市镇（或旧市镇、城区）包括：阿普勒蒙拉福雷、默兹河畔邦库尔、弗雷姆雷维尔-苏莱科特、圣于连苏莱科特、维尼奥。

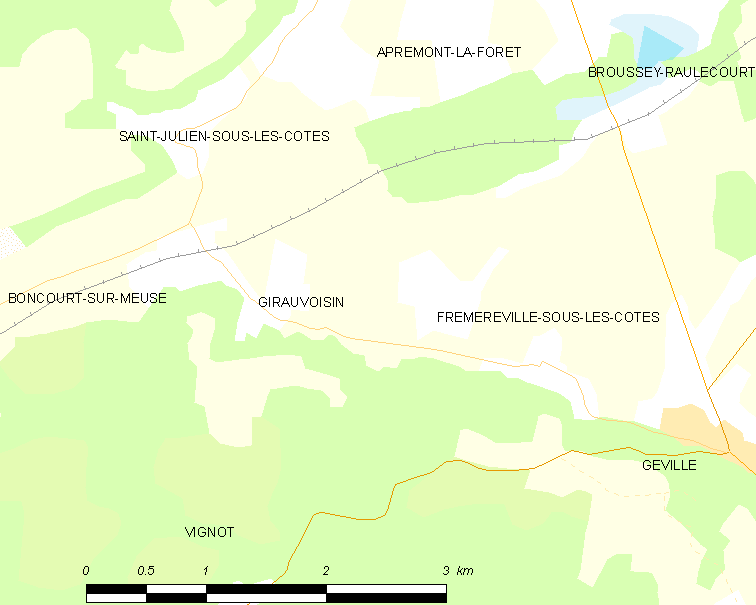
日罗瓦桑的OSM定位图

日罗瓦桑的时区为UTC+01:00、UTC+02:00（夏令时）。

## 行政
日罗瓦桑的邮政编码为55200，INSEE市镇编码为55212。

## 政治
日罗瓦桑所属的省级选区为科梅尔西县。

## 人口

1962-2008年间日罗瓦桑人口变化图示

日罗瓦桑于2022年1月1日时的人口数量为77人。